# Рог

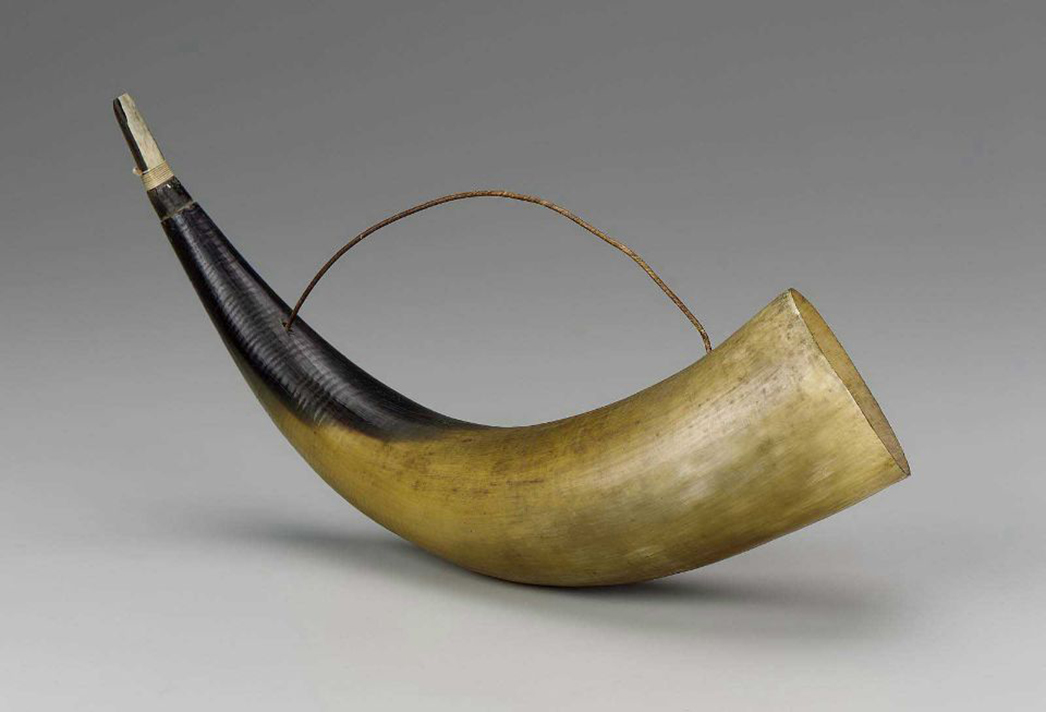
Охотничий рог — музыкальный инструмент, сделанный из рогового чехла рога коровы.

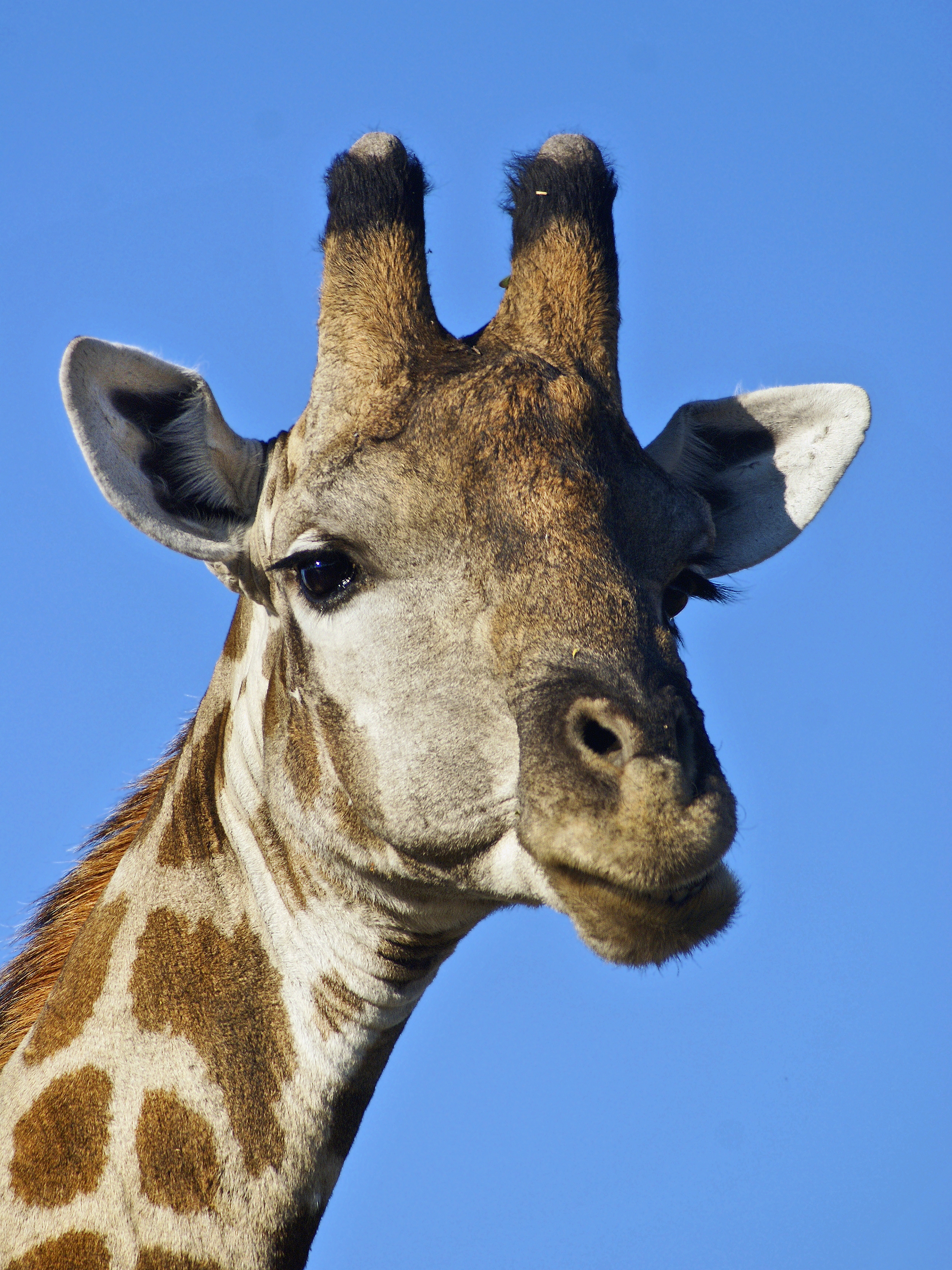
Голова жирафа

Рог — образование на головах у парнокопытных млекопитающих из семейств полорогих, вилороговых, оленевых и жирафовых, а также у непарнокопытных семейства носороговых. Кроме того, рога имели многие вымершие млекопитающие из других семейств и отрядов: диноцераты, протоцератиды, бронтотерии и другие. В широком смысле этого слова рогами могут называться и внешне схожие образования на теле у других животных, например у лепидозавров (трёхрогие хамелеоны), архозавров (птицы-носороги, трицератопсы) и жуков.
Все типы рогов являются производными кожи. У большинства копытных рога вырабатываются за счёт деятельности эпидермиса, как и ногти, когти, волосы. У семейства Полорогие (Bovidae) рог представляет собой костный стержень, одетый роговым чехлом. Нарастание рогового вещества происходит снизу, от основания. Такие рога не ветвятся и не сменяются на протяжении всей жизни. У большинства полорогих рога имеют и самцы, и самки, но у самок они меньше.
У семейства Олени (Cervidae) рога особые, они развиваются из кутиса и состоят из костного вещества. Формируются такие рога на костных выростах лобных костей — пеньках. Каждый год такие рога спадают и отрастают вновь. После сбрасывания рога у оленей вершина костяного пенька зарастает особой хрящевой шапкой, покрытой кожей. Из этой шапки в дальнейшем будет развиваться молодой рог. Растущие рога (панты) очень чувствительны, так как пронизаны кровеносными сосудами и нервами. По мере роста рога окостеневают снизу вверх. После окостенения кожа, покрывающая рога, лопается и сползает, а на поверхности рогов сохраняются углубления и шероховатости — следы сосудов.
Рога носорогов (Rhinocerotidae) представляют собой слоистое образование, состоящее словно из склеенных волос. Однако по структуре эти рога ближе всего не к волосам и рогам полорогих, а к роговой части копыт. Длина переднего рога у чёрного носорога может достигать 40—60 см. Рекордсменкой считается самка чёрного носорога по кличке Гетр из Национального парка Амбоссели (Кения). Передний рог Гетр достигал 140 см. Легенды о целебной силе рога этих животных привели к безжалостному истреблению носорогов.
Несмотря на название семейства нарваловых, имеющийся у нарвала рог таковым не является. У него речь идёт о бивне.
Рога полорогих исторически часто служили сосудами для жидкостей, особенно для вина. Из рога изготавливались различные предметы обихода: гребни, мундштуки, пороховницы, табакерки, пуговицы и др.
Оссиконы жирафов похожи на рога полорогих, но состоят из окостеневшего хряща и покрыты кожей и шерстью, а не кератином. Палеонтологи отмечают, что особенно много о развитии жирафовых может рассказать их череп, поскольку положение и форма оссиконов различаются у разных видов.

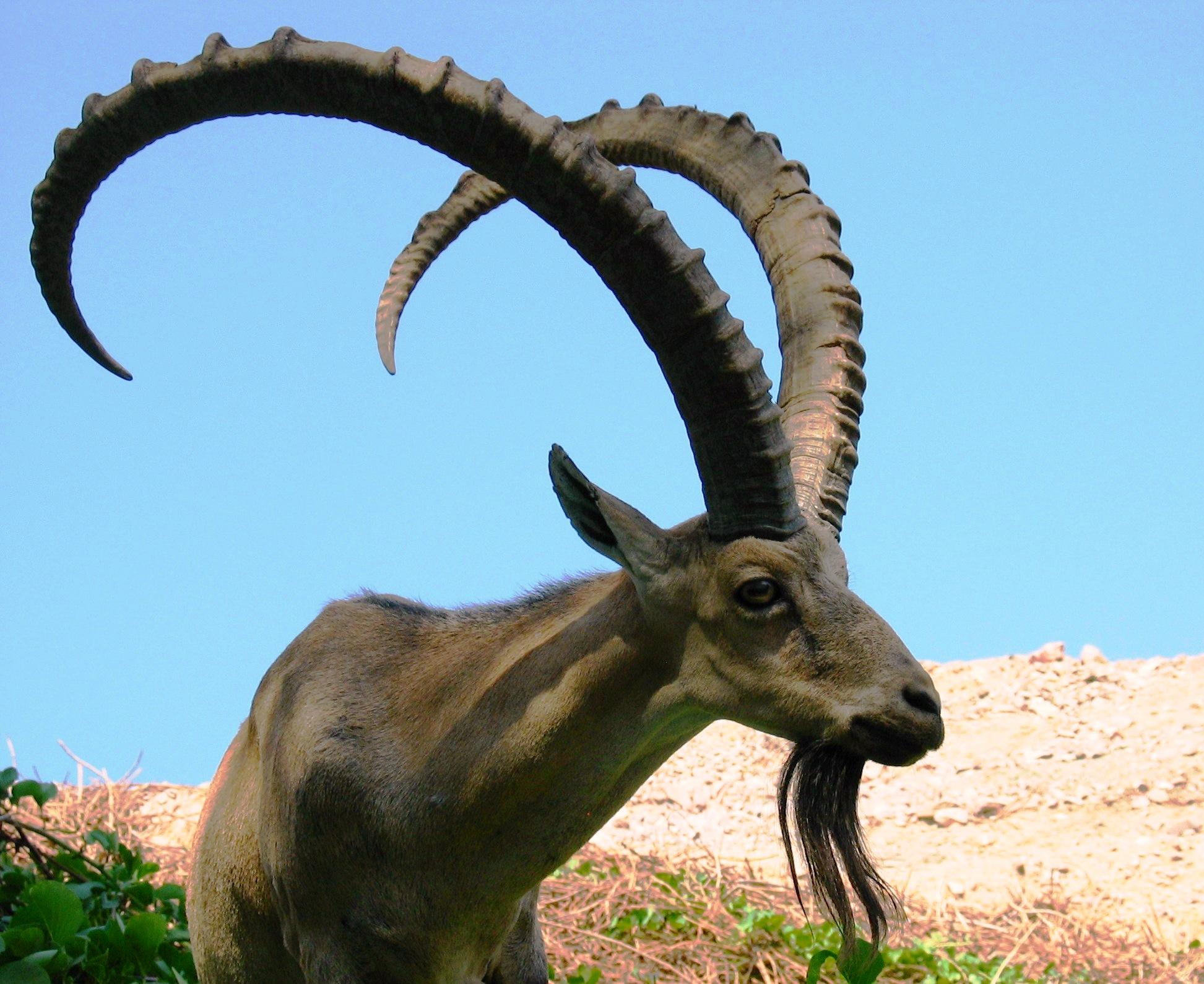
Нубийский горный козёл
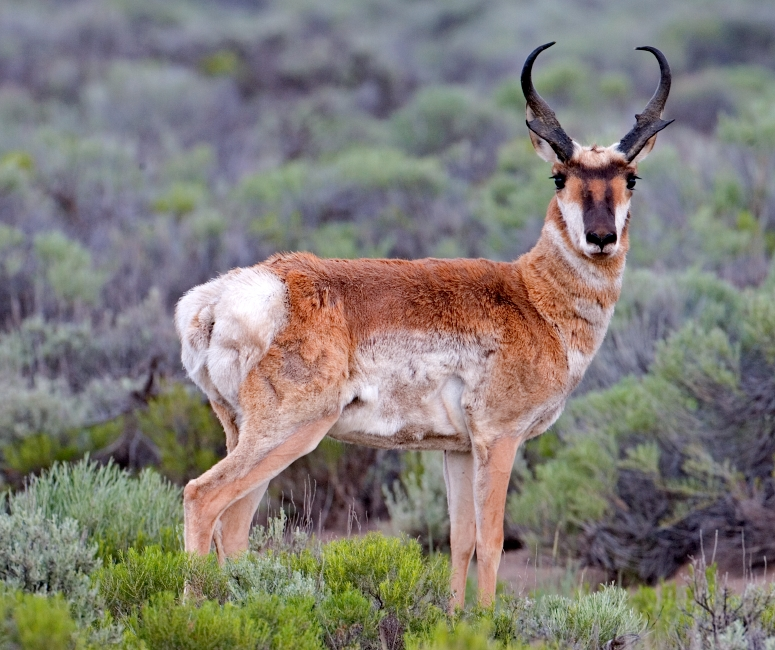
Вилорог
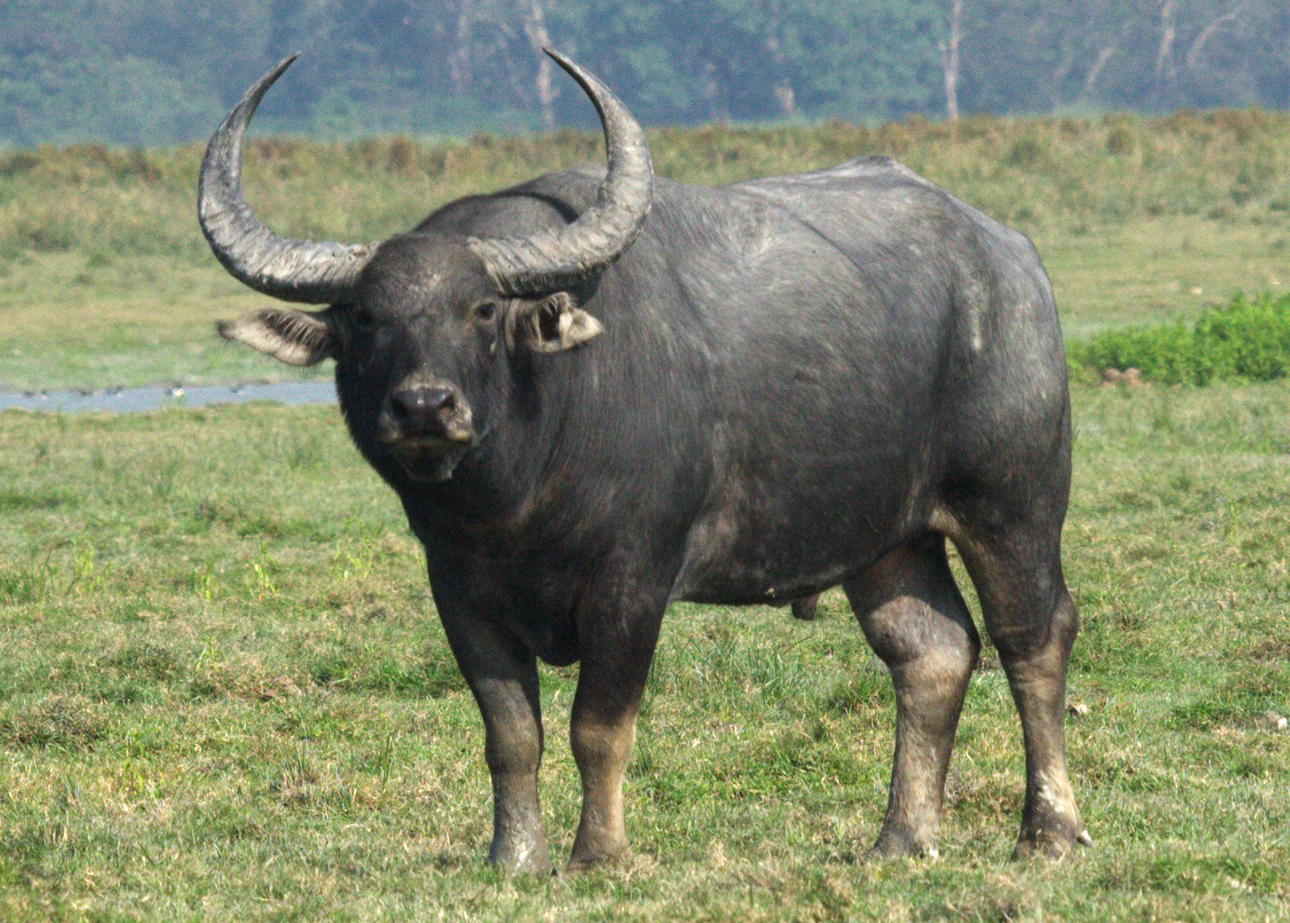
Азиатский буйвол
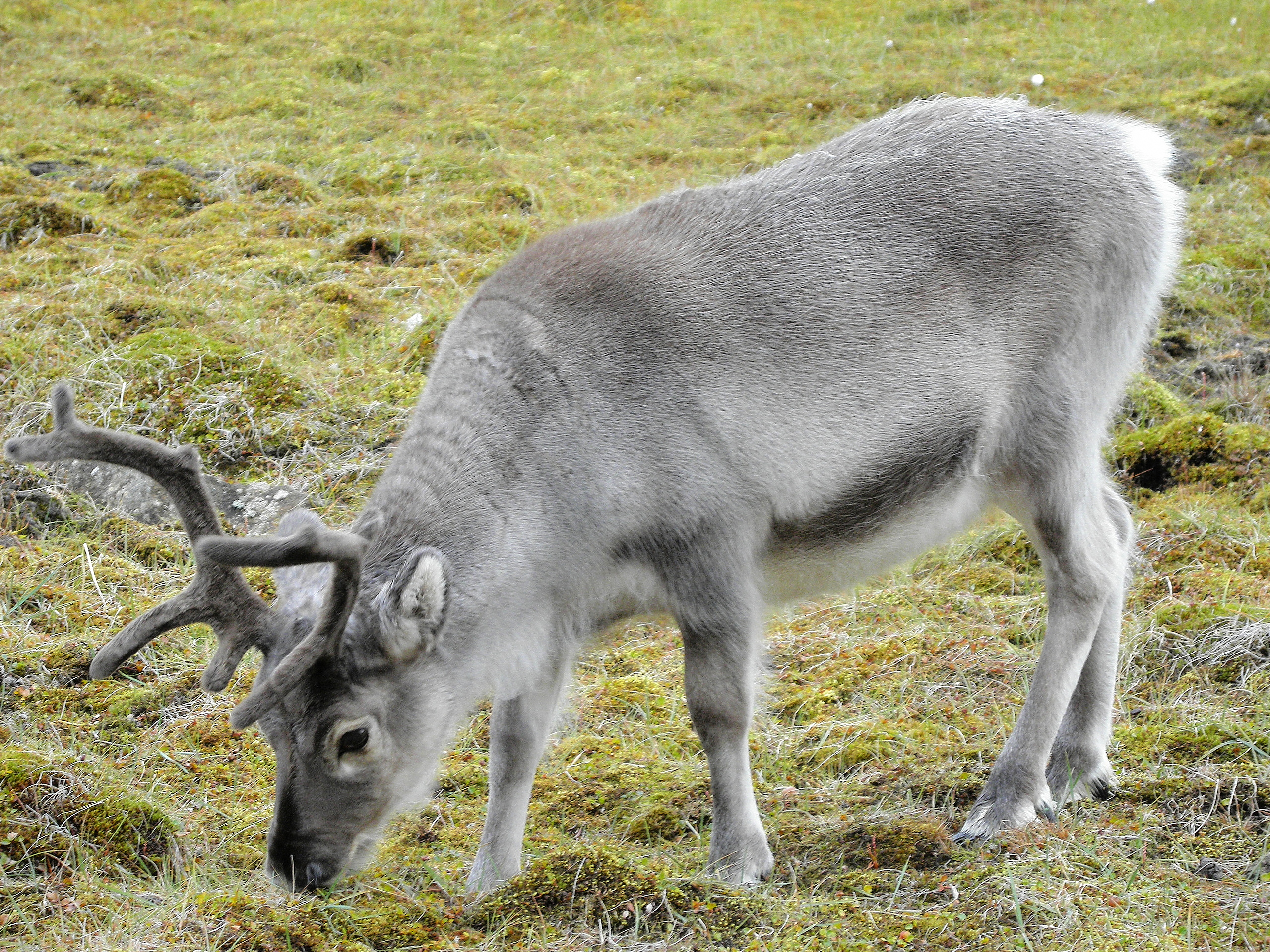
Северный олень

## Рога древних животных

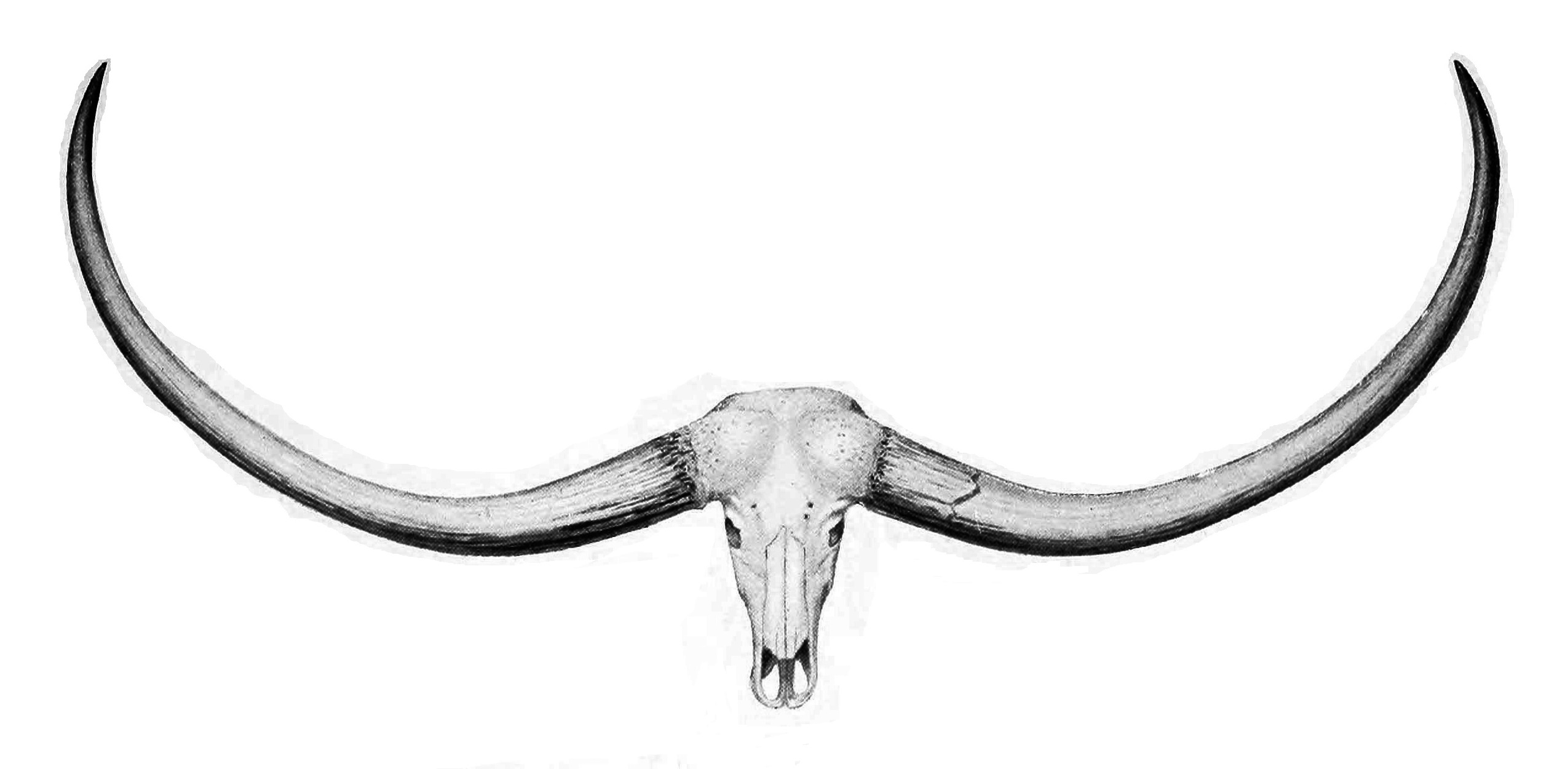
Череп с рогами древнего быка Pelorovis antiquus, обитавшего в плейстоцене в Африке.

Первые полорогие, относившиеся к роду Eotragus уже имели маленькие рога. Ещё во время миоцена этот род разделился, а в плейстоцене уже были представлены все важные линии современных полорогих.
Рога †эмбритоподов состояли не из кератина, а из кости. У арсинойтериев на носовых костях имелось два рога, расположенных рядом друг с другом, а также несколько маленьких рогов на лобных костях. Существовали и безрогие виды.
Оссиконы, как у жирафов, встречались и у некоторых их вымерших родственников, таких как сиватерии и климакоцератиды.